# Corney Schlegel
Corney Schlegel (* 31. Januar 1969) ist ein ehemaliger deutscher Basketballspieler.

## Werdegang
Schlegel, ein 1,85 Meter großer Aufbauspieler, kam 1992 aus Kasachstan nach Deutschland. Er stieg 1994 mit dem SV Oberelchingen in die Basketball-Bundesliga auf und spielte mit der Mannschaft in der Saison 1994/95 in der Bundesliga. Später spielte Schlegel bei der SSG Ulm.
Seine 2008 gestorbene Ehefrau Elena war Volleyballspielerin (unter anderem beim SSV Ulm 1846, bei der DJK Harlekin Augsburg und in Sonthofen).